# Yūki Hayashi
Yūki Hayashi (林 ゆうき, Hayashi Yūki), né le 31 décembre 1980, est un compositeur et arrangeur japonais surtout connu pour son travail sur les bandes-son d'animes, de séries télévisées d'animation et de films. Il a notamment travaillé sur Triangle (en collaboration avec Hiroyuki Sawano), Zettai Reido, Diabolik Lovers, Asa ga Kita, Haikyū!!, et My Hero Academia,.

## Biographie
Hayashi est né à Kyoto, au Japon. Il est athlète en gymnastique rythmique masculine et se passionne pour la musique d'ambiance lors de la sélection de la musique de sol pour la gymnastique. Bien qu'il n'ait jamais eu d'expérience dans la production musicale, il commence à apprendre à composer lui-même pendant ses études. Il vend l'un de ses morceaux pour 5 000 yens à des joueurs juniors comme musique de fond pour leur gymnastique, et d'autres équipes lui passent progressivement commande après avoir entendu ses œuvres. Après avoir obtenu son diplôme, il devient l'apprenti de Hideo Kobayashi pour apprendre le beatmaking et, parallèlement, il commence à faire de la musique de fond pour des sports de danse.
Il rejoint ensuite l'agence musicale Legendoor en 2009, sa première œuvre majeure étant Triangle avec Hiroyuki Sawano, et Robotics;Notes avec Asami Tachibana et Takeshi Abo étant sa première œuvre d'anime. En mars 2021, il est annoncé que le contrat de Hayashi avec Legendoor sera résilié à partir d'octobre 2021 après 12 ans, et qu'il créera sa propre entreprise nommée Hayashi Factory et travaillera en tant que compositeur indépendant à partir d'avril 2021. 